# ELA-4
ELA-4 (en francés: Ensemble de Lancement Ariane 4, lit. «Complejo de Lanzamiento Ariane 4») es un complejo de lanzamiento ubicado en el Centro Espacial de Guayana Francesa que apoya los lanzamientos del programa Ariane 6. ELA-4 se ubica en la Ruta del Espacio, en el emplazamiento de Roche Christine, entre las instalaciones de lanzamiento de ELA-3 y ELS. El complejo consta de una plataforma de lanzamiento con pórtico móvil, un edificio de ensamblaje horizontal y un edificio dedicado a las operaciones de lanzamiento.

## Historia
El CNES fue el responsable de la construcción de los segmentos terrestres del Ariane 6, incluida la nueva plataforma de lanzamiento. Los movimientos de tierra en el sitio de lanzamiento de 170 hectáreas (420 acres) comenzaron a finales de junio de 2015 y finalizaron a principios de 2016. Se nivelaron 4 plataformas para albergar la plataforma de lanzamiento, los tanques de oxígeno líquido e hidrógeno y el edificio de ensamblaje. Las obras de ingeniería civil en la trinchera de llamas y otros edificios comenzaron en el verano de 2016 y finalizaron en 2019. La instalación de lanzamiento se inauguró el 28 de septiembre de 2021 en presencia de la mayoría de los 600 trabajadores empleados en el sitio, el 75 % de los cuales fueron contratados localmente.

## Historial de lanzamiento

### Lista de lanzamientos
A partir del 13 de agosto de 2025

#### Lanzamientos anteriores
| Fecha                | Hora (UTC) | Tipo de cohete | Vuelo N° | Número de serie | Carga útil                   |
| -------------------- | ---------- | -------------- | -------- | --------------- | ---------------------------- |
| 9 de julio de 2024   | 19:00      | Ariane 62      | VA262    | L6001           | ESA Rideshares - Demo Flight |
| 6 de marzo de 2025   | 16:24      | Ariane 62      | VA263    | L6002           | CSO-3                        |
| 13 de agosto de 2025 | 00:37      | Ariane 62      | VA264    | L6003           | MetOp-SG A1                  |